# Ming Hsiang Wu
Ming Hsiang Wu (romanización del chino 明祥武) (1936 ) es un profesor, y botánico chino.
- La abreviatura «M.H.Wu» se emplea para indicar a Ming Hsiang Wu como autoridad en la descripción y clasificación científica de los vegetales.[1]